# أبو ركوة
أبو ركوة هو أمير أموي وثائر على الدولة الفاطمية توفي عام 399 هـ (1009).
كان أبو ركوة من نسل عبد الملك بن مروان وولد ونشأ بقرطبة، ولكن سطوة المنصور بن أبي عامر أجبرته على ترك الأندلس والرحيل.
ذهب إلى مصر حيث أصبح يشتغل بالحديث، حيث كان ينحو منحى المتصوفة ويحمل ركوة ماء كما كانوا يفعلون فسمي منها أبو ركوة، وتجول في مكة واليمن قبل أن يحط رحاله في برقة في ديار بني قرة يعلم صغارهم ويؤم كبارهم.
قتل الحاكم بأمر الله بعض رجال بني قرة فحثهم أبو ركوة على التمرد فأجابوه وتبعتهم قبائل أخرى، ثم استطاع المضي في مسيرته نحو مصر ولم تقدر جيوش الحاكم عليه، وواصل تقدمه نحو صعيد مصر وبدأ يعظم أمره حيث خطب له الناس في المنابر ودعا نفسه الثائر بأمر الله وسك العملة باسمه.
زحف لاحقا نحو الجيزة ودخلها ففكر الحاكم بالهرب نحو الشام، ولكن جيش أبي ركوة ضعف بسبب خيانة بعض قادته وبدأ ينهزم في المعارك، وهرب ثم قبض عليه في بلاد النوبة فحكم عليه بأن يصلب، ولكنه مات في الطريق فقطعوا رأسه وصلبوه.
وقد ساعد أبو المكارم هبة الله, أمير دولة الكنوز في بلاد النوبة, الحاكم بأمر الله الفاطمي في القضاء على أبي ركوة وهو الذي ظفر به وأرسله إلى القاهرة.